# Ion Panțuru
Ion Panțuru (Sinaia, 11 settembre 1934 – Ploiești, 17 gennaio 2016) è stato un bobbista rumeno.
Ha partecipato con la nazionale di bob della Romania alle Olimpiadi del 1964, 1968, 1972 e 1976 ed è stato il portabandiera olimpico della Romania nel 1964 e 1972. Insieme al frenatore Nicolae Neagoe, vinse l'unica medaglia rumena nella storia dei giochi olimpici invernali.

## Biografia
Panţuru iniziò a praticare il bob a 24 anni, dopo aver giocato come portiere di calcio del Carpați Sinaia in Divizia B.
Ai X Giochi olimpici invernali (edizione disputatasi nel 1968 a Grenoble, Francia) vinse la medaglia di bronzo nel bob a due con il connazionale Nicolae Neagoe partecipando per la nazionale rumena, dietro quella tedesca e italiana. Tale medaglia resta tuttora l'unica conquistata dalla Romania ai Giochi olimpici invernali. Il tempo totalizzato fu di 4:44,46 con un leggero distacco alle altre classificate 4:41,54 e 4:42,54 i loro tempi. Alle stesse Olimpiadi andò vicino anche alla medaglia di bronzo della gara del bob a quattro, classificandosi al quarto posto. 
Ai Campionati mondiali vinse con il bob a due insieme Dumitru Focșeneanu una medaglia d'argento nel 1969 e un bronzo nel 1973. Ai campionati europei Panţuru ha vinto con il bob a quattro due medaglie d'oro nel 1967 e nel 1971, due medaglie d'argento nel 1968 e 1969, un bronzo nel 1970; nel bob a due vinse due medaglie d'argento nel 1967 e nel 1969.
Panţuru perse la medaglia dei Campionati del Mondo del 1969 sull'automobile che lo conduceva verso l'aeroporto: la medaglia fu trovata in un seminterrato 30 anni dopo e venne restituita al bobbista rumeno.
Dopo essersi ritirato dalle competizioni, ha lavorato come allenatore nazionale di bob. Per i suoi successi sportivi è stato nominato cittadino onorario di tre città: Comarnic, Sinaia e Bușteni.
È deceduto il 17 gennaio 2016 all'età di 81 anni.